# Gheorghe Leonida
Gheorghe Leonida (Galați, 1892/1893 – Boekarest, 1942) was een Roemeens beeldhouwer. Hij heeft het gezicht van het standbeeld Christus de Verlosser in Rio de Janeiro gemaakt.

## Biografie
Leonida kwam uit een invloedrijk middenklasse gezin en was de voorlaatste onder 11 kinderen. Onder zijn broers en zussen waren de baanbrekende vrouwelijke ingenieur Elisa Leonida Zamfirescu en zijn broer, de ingenieur Dimitrie Leonida, naar wie het Dimitrie Leonida Technical Museum is vernoemd. Toen zijn vader, een carrièreofficier, werd gedwongen Galați te verlaten, studeerde Gheorghe af aan de middelbare school in Boekarest, waar hij vervolgens zijn studies voortzette aan de Nationale Universiteit van de Kunst Boekarest, afdeling beeldhouwkunst. Hij debuteerde in 1915 in een nationale salon. Nadat hij had gevochten in de Eerste Wereldoorlog ging Leonida drie jaar lang studeren in Italië en ontving zijn werk prijzen in Rome (voor het werk Reveil) en Parijs (Le Diable).
In 1925 verhuisde hij naar Parijs, waar Paul Landowski net de opdracht had gekregen om het standbeeld van Christus de Verlosser te beeldhouwen. Leonida werd ingehuurd door Landowski om het hoofd van het standbeeld te beeldhouwen. Het werk begon in 1926 en werd voltooid in 1931.
Na zijn terugkeer in Roemenië bleef Leonida beeldhouwen. Zijn werken zijn te zien in Kasteel Bran, het Nationale Museum van Kunst van Roemenië en andere grote musea in Boekarest.
Hij stierf in het voorjaar van 1942 toen hij van het dak viel van zijn ouderlijk huis in Boekarest, terwijl hij lindebloemen plukte.

## Trivia

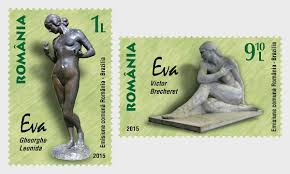
Eva (links) door Gheorghe Leonida en Eva (rechts) door Victor Brecheret

In 2015 werd er door Roemenië en Brazilië een gezamenlijke serie postzegels, genaamd Eva, uitgegeven. De postzegels tonen de afbeeldingen van twee beelden met dezelfde naam: Eva. Een van die beelden is gemaakt door Gheorghe Leonida en de ander door de Braziliaanse kunstenaar Victor Brecheret. Het beeld Eva van Leonida is in het bezit van het Nationale Museum van Kunst in Boekarest.